# Elias Richter
Elias Richter (* 26. Oktober 1597 in Abertham; † Februar 1678 in Raschau) war ein lutherischer Geistlicher und Exulant. Er war Schulmeister und Stadtschreiber der Bergstadt Platten, Rektor und Kantor von Scheibenberg, sowie Pastor von Raschau.

## Leben

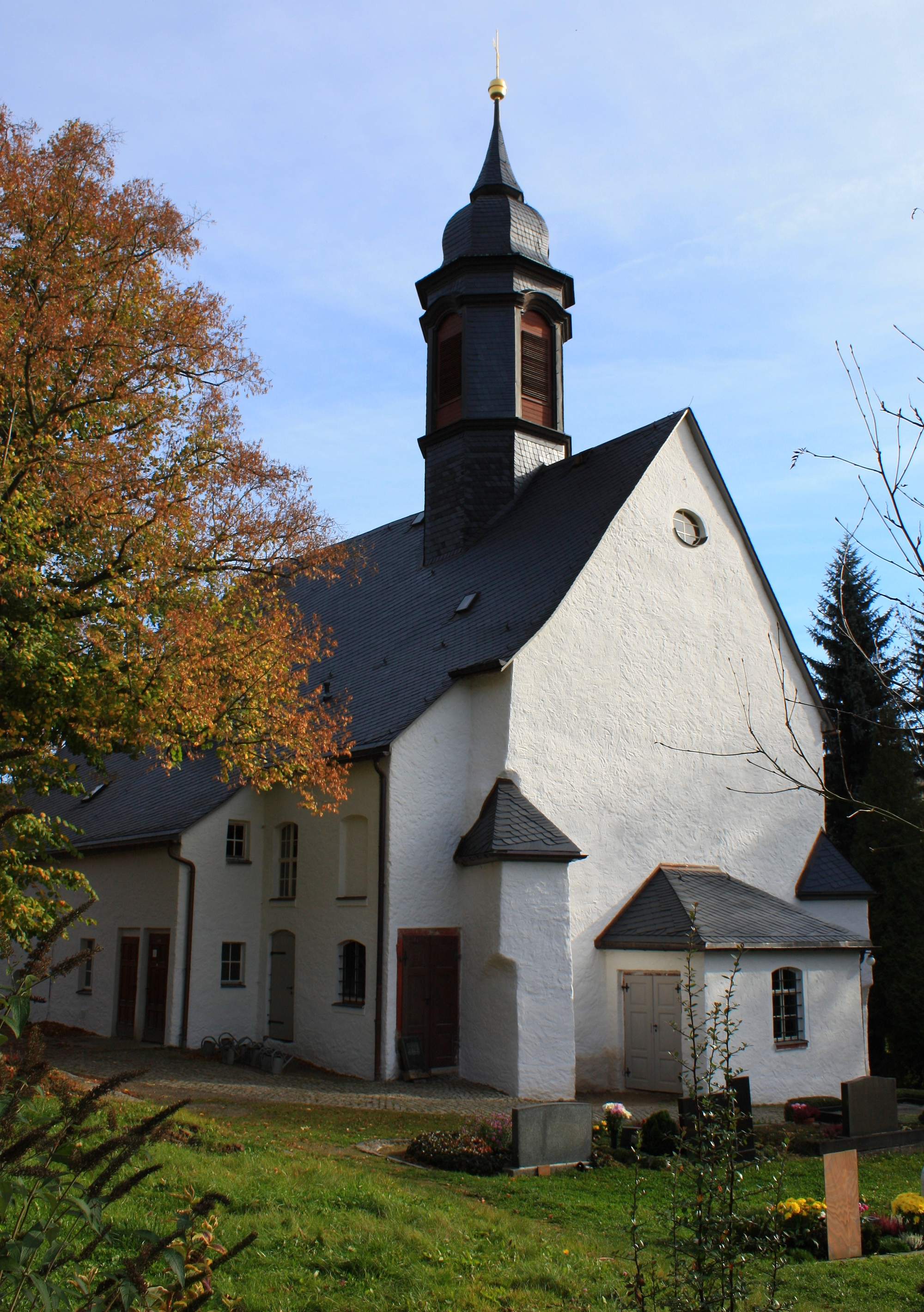
Kirche von Raschau, 39 Jahre Wirkungsstätte von Elias Richter

Elias Richter wurde in Abertham als Sohn des dortigen Pfarrers Gregor Richter und dessen Ehefrau Elisabeth geb. Beck (Pistorius), der Tochter des Oberpfarrers von St. Joachimsthal Theophil Beck (Pistorius) geboren. Er wuchs in St. Joachimsthal auf, wo sein Vater 1610 die Stelle des Archidiakons annahm. Im Wintersemester 1615 schrieb Richter sich an der Universität von Leipzig ein. Er erlangte den Grad Magister.
In Platten, nahe seinem Geburtsort, übernahm Richter ab 1625 die Ämter des Schulmeisters, Waagmeisters und Stadtschreibers. Nach der Absetzung des dortigen Pfarrers Kilian Rebentrost in den Wirren des Dreißigjährigen Krieges führte er auch zeitweise die Kirchenbücher fort. Mit dem Einverständnis des Leipziger Konsistoriums und auf Befehl des Plattner Bürgermeisters übernahm Richter, inzwischen Theologiestudent, auch die Kindstaufen, bis Ende 1631 Platten mit Johann Jahn wieder einen eigenen Pfarrer erhielt. Mit der Gegenreformation wurde Richter aus Böhmen vertrieben und war von 1637 bis 1642 als Schulmeister, Rektor und Kantor in Scheibenberg in Sachsen tätig, wo er vermutlich auch dem alternden Pfarrer von Raschau Johann Crabatelius aushalf.
Im Herbst 1639 übernahm Richter das Amt des Pfarrers in Raschau offiziell. Wohl auf Grund des Durchzuges feindlicher Truppen und einer neuerlichen Pestepidemie fand seine Einweisung aber erst 1641 statt. 1653 wurde unter seiner Amtszeit das Pfarrgut instand gesetzt. Im Herbst 1664 wurde sein Sohn Gottfried als Hilfsgeistlicher in Raschau ordiniert. Noch im Alter von 76 Jahren musste sich Richter im Sommer 1673 einer landesweiten Kirchenvisitation unterziehen. Richter führte seine Flucht aus Böhmen als besonderen Beweis für seinen lutherischen Glauben an und scheute sich nicht die Bücher vorzulegen. Er gab seine jährliche Besoldung mit „24 Alten Schock und jeweils zehn Scheffel Korn und Hafer“ an. Nach 39 Amtsjahren als Pfarrer von Raschau verstarb „Herr Elias Richter Pastor von 82 iahr“. Sein Nachfolger wurde sein Schwiegersohn Jonas Schneider.
Richters Bruder war der Schulmeister und Pfarrer von Abertham Theophil Richter. Sein Neffe waren der Schulmeister und Bergmeister von Frühbuß Theophil Richter und der Schulmeister von Abertham Martin Richter.

## Familie
Elias Richter heiratete 1625 in Wiesenthal Christina Schreyer (* 1604 in Platten; † 1666 in Raschau), die Tochter des Handelsmanns von Platten Johann Schreyer. Aus der Ehe gingen 9 Kinder hervor, darunter:
- Johannes (getauft 11. November 1625 in Platten)
- Barbara (getauft 26. Dezember 1626 in Platten)
- Elias (getauft 20. April 1628 in Platten), Student, Schulmeister in Elterlein; ⚭ 1658 Margaretha Müller, Landrichterstochter von Schlettau
- Theophilus (getauft 11. April 1630 in Platten; † 1691 in Ehrenfriedersdorf), Kantor in Geyer, Diakon in Ehrenfriedersdorf; ⚭ 1654 N. Zeh, Stadtrichterstochter von Eibenstock
- Johannes (getauft 8. Februar 1632 in Platten), Schulmeister; ⚭ 1667 Justina Hoffmann, Schulmeisterstochter von Raschau
- Gottfried (getauft 9. Dezember 1633 in Platten; † 1666 in Raschau), Student an der Universität von Leipzig, Pfarrersubstitut
- Elisabeth (getauft 25. April 1636 in Platten)
- Rosina (* 1. August 1638 in Scheibenberg); ⚭ Jonas Schneider, Hilfsgeistlicher von Beierfeld, Pfarrer in Raschau

## Auszüge
Über die Abstammung von Elias Richters Sohn Theophil schreibt Christian Lehmann in Die letzte Rede des Gottliebenden Theophili von 1691:

„[...] Dessen Vater ist gewesen Tit: Herr Elias Richter / der Zeit Schulmeister / Waagmeister und Stadt-Schreiber zu gedachter Platten / nachgehends aber verordneter und treuverdienter Pastor in Raschau; die Mutter Frau Christina gebohrne Schreyerin. Der Großvater vom Vater ist gewesen / der weiland Tit: Herr Gregorius Richter / verordneter Pastor und evangelischer Prediger im Bergkstädlein Aberdam. Allwo der Herr Vater Elias Richter gebohren / also aber der Herr Großvater nach Joachimsthal zum Diaconat-Dienst erkläret / ist er allda erzogen / und nachgehends auch wegen der Lutherischen Religion vertrieben / und ins exilum zu gehen gedrungen worden. Die Großmutter vom Vater hat geheißen Elisabeth / des weyland Tit: Herrn Theophili Pistorii gewesenen Ober-Pfarrers zu Joachimsthal eheleibliche Tochter. Hat also der seelige Herr Mit-Bruder aus alten priesterlichen Geschlecht seinen Ursprung genommen.“

Über den frühen Tod von Elias Richters Sohn Gottfried schreibt Christian Lehmann in seinem Historischem Schauplatz von 1699:

„[...] wie Anno 1666. vor Ostern Gottfried Richter der Pfarr-Substitut in der Raschau / von Elterlein bürdig / erfahren / welcher seinen Bruder in besagten Elterlein besuchet / und nun spat durch den Wald nach Hauß eilete. Da verführte ihn ein Gespenst in einen formidablen dicken Wald / zerplagt ihn durch die halbe Nacht / daß er frühe morgens nach Hause kommend halb todt aussahe / sich todtkranck niederlegt / und eröffnete / ein Gespenst habe ihn in mancherley Gestalt die Nacht geplaget / und stets begleitet / darauf er nach etlichen Tagen gestorben.“

Auf dem noch bis Anfang des 20. Jahrhunderts erhaltenen Grabstein von Elias Richters Frau Christina befand sich die Inschrift:

„Hier schläft Frau Christina Richterin geb. Schrabs, Herrn Elias Richters, Pfarrers hier Ehefrau, geboren 1604, selig entschlafen 1666. Im Ehestand gelebt 41 Jahre, geboren darin 9 Kinder“